# .gs
.gs (Geórgia do Sul) é o código TLD (ccTLD) na Internet para as Ilhas Geórgia do Sul e Sandwich do Sul, operado pela Cocca Registry por meio de serviços back-end.
O ccTLD não possui restrições e ficou famoso por meio do serviço especializado em blogs do Yahoo, o blo.gs (atualmente o serviço não pertence mais ao Yahoo).